# شريان أذني عميق
شريان أذني عميق (بالإنجليزية: Deep auricular artery)‏‏ هو شريان يتفرعُ من شريان الفك العلوي.